# Marockos Billie Jean King Cup-lag
Marockos Billie Jean King Cup-lag representerar Marocko i tennisturneringen Billie Jean King Cup, och kontrolleras av Marockos tennisförbund. 

## Historik
Marocko deltog första gången 1966, men deltog sedan inte igen förrän 1995.